# Vale koekoek
De vale koekoek (Heteroscenes pallidus, synoniem Cacomantis pallidus) is een vogel uit de familie Cuculidae (koekoeken). Eerder werd deze soort gerekend tot het geslacht Cacomantis.

## Verspreiding en leefgebied
Deze soort komt voor in Australië en Tasmanië.

## Status
De grootte van de populatie is niet gekwantificeerd maar de soort wordt omschreven als algemeen en wijdverspreid. Op de Rode lijst van de IUCN heeft deze soort de status niet bedreigd.